# Bettie de Jong
Bettie de Jong (Sumatra, 1 mei 1933) is een Nederlands dansrepetitor (rehearsal director) en voormalig leaddanser bij de Paul Taylor Dance Company.
In november 2007 ontving Bettie de Jong de Dance Magazine Award als erkenning voor haar bijdrage aan de dans.

## Biografie
De Jong werd geboren in Tanjung Balai op Sumatra, Indonesië en verhuisde in 1946 naar Nederland. Na Indonesië vervolgde ze haar vroege opleiding in Dans en Mime in Wageningen.
Bettie de Jong was meer dan 35 jaar getrouwd met Victor Laredo (fotograaf, Turkije 1910–2003).

## Carrière
Haar eerste professionele betrokkenheid was met Stichting Nederlands Pantomime. Na haar komst naar New York in 1958 om te studeren aan de Martha Graham School of Contemporary Dance, trad ze op met de Martha Graham Center of Contemporary Dance, de Pearl Lang Dance Theater, John Butler en Lucas Hoving en was ze te zien op CBS met Rudolf Nureyev in een duet van choreograaf Paul Tayor. 

### Paul Taylor Dance Company

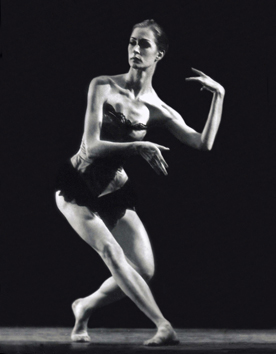
Bettie de Jong, Piece Period in 1962

Bettie de Jong trad in 1962 toe tot de Paul Taylor Dance Company. Bekend om haar sterke podiumverschijning en lange lijn was ze Paul Taylors favoriete danspartner en, als repetitor, zijn rechterhand gedurende 35 jaar. Bettie de Jong behoorde tot de beste dansers in de Verenigde Staten en eindigde haar actieve danscarrière in 1985. In die 24 jaar heeft Paul Taylor 24 dansen voor haar gemaakt:
- Tracer
- Piece Period
- La Negra
- Scudorama
- Party Mix
- The Red Room
- 9 Dances With Music by Corelli
- From Sea To Shining Sea
- Post Meridian
- Orbs
- Lento
- Public Domain
- Churchyard
- Foreign Exchange
- Big Bertha[3]
- Book of Beasts
- Fetes
- Guests of May
- Noah's Minstrels
- American Genesis
- Esplanade[4]
- Cloven Kingdom
- Le Sacre du Printemps (The Rehearsal)
- House of Cards.

#### Nine Variations on a Dance Theme
In Nine Variations on a Dance Theme uit 1966/1967, gefilmd door Hilary Harris, danst Bettie de Jong dezelfde dans negen keer opnieuw, beginnend en eindigend in een ligpositie. Naarmate de film vordert, wordt de camera meer en meer avontuurlijk. De film werd voor een lange tijd getoond in het Museum of Modern Art als een voorbeeld voor het filmen van dans.